# 元応
元応（、旧字体：元應）は、日本の元号の一つ。文保の後、元亨の前。1319年から1321年までの期間を指す。この時代の天皇は後醍醐天皇。鎌倉幕府将軍は守邦親王、執権は北条高時。

## 改元
- 文保3年4月28日（ユリウス暦1319年5月18日）：後醍醐天皇即位のため改元。
- 元応3年2月23日（ユリウス暦1321年3月22日）：元亨に改元。

## 元応期におきた出来事
元年
- 9月15日：題目宗の日印が日本の仏教全宗派を論破した（鎌倉殿中問答）。

## 西暦との対照表
※は小の月を示す。
| 元応元年（己未） | 一月      | 二月 | 三月※ | 四月  | 五月※ | 六月※ | 七月※ | 閏七月 | 八月※ | 九月  | 十月   | 十一月※ | 十二月    |
| ---------------- | --------- | ---- | ----- | ----- | ----- | ----- | ----- | ------ | ----- | ----- | ------ | ------- | --------- |
| ユリウス暦       | 1319/1/22 | 2/21 | 3/23  | 4/21  | 5/21  | 6/19  | 7/18  | 8/16   | 9/15  | 10/14 | 11/13  | 12/13   | 1320/1/11 |
| 元応二年（庚申） | 一月      | 二月 | 三月※ | 四月※ | 五月  | 六月※ | 七月※ | 八月   | 九月※ | 十月  | 十一月 | 十二月※ |           |
| ユリウス暦       | 1320/2/10 | 3/11 | 4/10  | 5/9   | 6/7   | 7/7   | 8/5   | 9/3    | 10/3  | 11/1  | 12/1   | 12/31   |           |
| 元応三年（辛酉） | 一月      | 二月 | 三月※ | 四月  | 五月※ | 六月  | 七月※ | 八月※  | 九月  | 十月※ | 十一月 | 十二月※ |           |
| ユリウス暦       | 1321/1/29 | 2/28 | 3/30  | 4/28  | 5/28  | 6/26  | 7/26  | 8/24   | 9/22  | 10/22 | 11/20  | 12/20   |           |